# Fenfluramin
Fenfluramin ist ein Anorektikum (Appetitzügler), das strukturchemisch dem Amphetamin verwandt ist, aber keine psychostimulierenden Begleiteffekte hat. Es wirkt vielmehr leicht sedierend und müdigkeitsfördernd. In Präparaten eingesetzt wird das Hydrochlorid des Amins.

## Pharmakologie
Dexfenfluramin bzw. sein aktiver Hauptmetabolit N-Norfenfluramin wirkt als Serotonin-Releaser und erhöht so den (extrazellulären) Serotoninspiegel. Es wirkt daneben als 5-HT2C-Agonist. Beides dient dem Therapiezweck. Für Nebenwirkungen verantwortlich gemacht wird seine (agonistische) Wirkung an 5-HT2B-Rezeptoren, die z. B. auch im Herzen zu finden sind.
Bezüglich Epilepsie (in Belgien ist das Medikament durch königliches Dekret dazu weiterhin verfügbar) wurde sowohl über positive Erfahrungen bei therapierefraktären selbstinduzierten Anfällen mit Fotosensibilität oder anderen Epilepsien als auch über eine Auslösung akuter symptomatischer Anfälle berichtet.

## Zulassung
Das Eutomer dextro-Fenfluramin, kurz Dexfenfluramin (Redux) wurde von Interneuron Pharmaceuticals hergestellt und von den Wyeth-Ayerst Laboratories vertrieben. Während der 1990er war es für einige Jahre durch die US-amerikanische Nahrungs- und Arzneimittelaufsicht FDA zum Zweck der Gewichtsreduktion zugelassen.
1997 wurden Fenfluramin/Dexfenfluramin wegen nach Langzeitgebrauch beobachteter Herzklappenschäden und pulmonaler Hypertonie vom Markt genommen. Aus Tierversuchen ist bekannt, dass bei längerer Applikationsdauer die Gefahr besteht, die Serotonin-Neuronen im Gehirn zu schädigen.
Die kardialen Nebenwirkungen sind bei den in der Epilepsietherapie verwendeten niedrigen Dosen möglicherweise vertretbar gering. 2020 wurde Fenfluramin unter der Handelsbezeichnung Fintepla in der Europäischen Union und den USA zur Behandlung des Dravet-Syndroms zugelassen.